# Seznam naselij mesta Zagreb
Seznam naselij mesta Zagreb.
Opomba: Naselja v ležečem tisku so opuščena.

## A
Adamovec - 

## B
Belovar - Blaguša - Botinec - Brebernica - Brezovica - Budenec - Buzin - 

## C
Cerje - 

## D
Demerje - Desprim - Dobrodol - Donji Dragonožec - Donji Trpuci - Donji Čehi - Drenčec - Drežnik Brezovički - Dumovec - 

## Đ
Đurđekovec - 

## G
Gajec - Glavnica Donja - Glavnica Gornja - Glavničica - Goli Breg - Goranec - Gornji Dragonožec - Gornji Trpuci - Gornji Čehi - Grančari - 

## H
Havidić Selo - Horvati - Hrašće Turopoljsko - Hrvatski Leskovac - Hudi Bitek - 

## I
Ivanja Reka - 

## J
Jesenovec - Ježdovec - 

## K
Kašina - Kašinska Sopnica - Kupinečki Kraljevec - Kućanec - Kučilovina - 

## L
Lipnica - Lučko - Lužan - 

## M
Mala Mlaka - Markovo Polje - Morvače - 

## O
Odra - Odranski Obrež - 

## P
Paruževina - Planina Donja - Planina Gornja - Popovec - Prekvršje - Prepuštovec - 

## S
Sesvete - Soblinec - Starjak - Strmec - 

## Š
Šašinovec - Šimunčevec - 

## V
Veliko Polje - Vuger Selo - Vugrovec Donji - Vugrovec Gornji - Vurnovec - 

## Z
Zadvorsko - Zagreb

## Ž
Žerjavinec - 